# A Complete Unknown
A Complete Unknown er en amerikansk biografisk musikalsk dramafilm fra 2024 instrueret af James Mangold, der sammen med Jay Cocks skrev manuskriptet om den amerikanske singer-songwriter Bob Dylan. Baseret på bogen fra 2015 Dylan Goes Electric! af Elijah Wald portrætterer filmen Dylan gennem hans tidligste folkemusiksucces indtil den betydningsfulde kontrovers om hans brug af elektriske instrumenter på Newport Folk Festival i 1965. Timothée Chalamet (som også er producent) spiller hovedrollen som Dylan, med Edward Norton, Elle Fanning, Monica Barbaro, Boyd Holbrook, Dan Fogler, Norbert Leo Butz, Eriko Hatsune, Big Bill Morganfield, Will Harrison og Scoot McNairy i biroller. Filmens titel er afledt af omkvædet af Dylans single fra 1965 "Like a Rolling Stone".
A Complete Unknown havde premiere på Dolby Theatre i Los Angeles den 10. december 2024 og blev udgivet i USA af Searchlight Pictures den 25. december 2024. Filmen har indtjent 87,4 millioner dollars på verdensplan og fået generelt positive anmeldelser fra kritikere. Den blev kåret som en af de ti bedste film i 2024 af American Film Institute og National Board of Review, hvoraf sidstnævnte også tildelte Fanning bedste kvindelige birolle.
Filmen opnåede otte nomineringer ved den 97. Oscaruddeling, inklusive bedste film, bedste instruktør, bedste skuespiller (Chalamet), bedste mandlige birolle (Norton) og bedste kvindelige birolle (Barbaro). Den modtog også tre nomineringer ved 82. Golden Globe Awards (inklusive bedste film – drama), tre ved Critics Choice Awards (inklusive bedste film), fire ved 31. Screen Actors Guild Awards (inklusive fremragende præstation af en rollebesætning i en film). Billede) og seks ved British Academy Film Awards (inklusive bedste film).

## Handling
I 1961 flytter Bob Dylan til New York City for at møde sit nyligt indlagte idol Woody Guthrie. Dylan møder Guthrie på hospitalet sammen med dennes nære ven Pete Seeger. Dylan fremfører en sang han skrev til Guthrie, hvilket imponerer de to folkemusikere. Seeger inviterer Dylan til at blive hos sin familie og introducerer langsomt nykommeren i New York Citys folkescene. Dylan møder Sylvie Russo til en koncert, charmerer hende med sine modstridende meninger og fortællinger om at arbejde ved et karneval og tilbyder hende en peanut. De to indleder et forhold, og han flytter ind i hendes lejlighed.
Efter en optræden af Joan Baez introducerer Seeger Dylan ved en åben mikrofonaften med deltagelse af branchechefer og manager Albert Grossman. Dylan flirter med Baez og imponerer publikum, hvilket får Grossman til at tage ham som klient på stedet. Dylan begynder at arbejde på et album, men er tvunget af hans label til hovedsageligt at indspille covers. Pladens salg går dårligt og frustrerer Dylan.
Inden Russo tager på en længere skolerejse til Europa, har hun et skænderi med Dylan. Hun er ked af hans tilbagetrukne natur og bevidste forsøg på at skjule sin fortid for hende. På trods af dette opfordrer hun ham til at presse på for at indspille hans originale musik. Mens hun er væk, udnytter Dylan politisk og social uro til at opbygge en tilhængerskare for sin socialt bevidste sangskrivning. Dette tiltrækker Baez' opmærksomhed, og de to indleder en affære og kunstnerisk samarbejde. Russo bliver mistænksom ved at se Dylans professionelle nærhed til Baez, og i 1965 var Dylan og Russo gået fra hinanden.
Efter at have opnået stjernestatus, men ikke kunstnerisk frihed, beklager Dylan, at han er afhængig af branchens og folkemusiksamfundets forventninger. En længe ventet turné med Baez ender i katastrofe; et skænderi om Dylans ego, sammen med Baez' krav om, at de skal spille hans populære sange i stedet for nyt materiale, fører til, at Dylan går af scenen midt i forestillingen.
Dylans ønske om at bryde fri af forventningerne får ham til at eksperimentere med elektrisk guitar og rockinstrumenter, en kontroversiel retning inden for folk-scenen, som overvældende foretrækker simple akustiske arrangementer. Dylan sammensætter sit band og begynder at indspille Highway 61 Revisited. Dylans nye retning er især bekymrende for planlægningsudvalget i Newport Folk Festival, som har hyret Dylan til at stå i spidsen for begivenheden i 1965, men frygter, at han vil introducere sin splittende nye lyd.
Dylan inviterer Russo med til festivalen i håb om at genoplive sit forhold til hende i processen. Hun accepterer, men da hun ser en duet ("It Ain't Me Babe") mellem ham og Baez, indser hun, at hun aldrig vil være komfortabel i deres forhold, bliver ked af det og går. Dylan følger efter hende og kører på sin Triumph-motorcykel til kajen, hvorfra hun forlader øen, men kan ikke overtale hende til at blive, og de siger farvel og deler en sidste cigaret. Komiteen forsøger at påvirke Dylan til ikke at blive 'elektrisk', og tyr til sidst til en lidenskabelig bøn fra Seeger, som minder Dylan om, at hans eget livsværk står på spil. En beruset Johnny Cash opfordrer Dylan til at spille det elektriske show, og Dylan gennemfører sin plan. Publikums reaktion er grusom og slynger både fornærmelser og fysiske genstande mod bandet. Komiteen, inklusive Seeger, forsøger at koble lyden fra, men bliver forpurret af Grossman og Seegers kone Toshi. Dylan afviser i første omgang en anmodning fra Seeger og festivalarrangørerne om at fremføre en folkesang som ekstranummer, men giver efter, da Cash tilbyder ham sin akustiske guitar.
Næste morgen, på vej ud fra Newport, fanger Baez Dylan og bemærker, at han "vandt", at han endelig fik den frihed fra alle andre, som han ønskede. Dylan besøger Guthrie en sidste gang, inden han forlader byen på sin motorcykel.